# Soumdina
Soumdina est une ville du Togo.

## Géographie
Soumdina est situé à environ 19 km de Kara, dans la région de la Kara.Le chef canton de soumdina s'appelle AWILI.

## Vie économique
- Coopérative paysanne

## Lieux publics
- École secondaire
- Bibliothèque publique